# Robert-Espagne
Robert-Espagne is een gemeente in het Franse departement Meuse (regio Grand Est) en telt 832 inwoners (2004).
De plaats maakt deel uit van het kanton Revigny-sur-Ornain in het arrondissement Bar-le-Duc. Voor maart 2015 was het deel van het kanton Bar-le-Duc-Sud, dat toen werd opgeheven. De gemeente maakt deel uit van de Communauté d'Agglomération Bar-le-Duc Sud Meuse, een samenwerkingsverband tussen 33 gemeenten.

## Geografie
De oppervlakte van Robert-Espagne bedraagt 7,4 km², de bevolkingsdichtheid is 112,4 inwoners per km².
De onderstaande kaart toont de ligging van Robert-Espagne met de belangrijkste infrastructuur en aangrenzende gemeenten.

## Demografie
Onderstaande figuur toont het verloop van het inwonertal (bron: INSEE-tellingen).